# Konsumentklagonämnden
Konsumentklagonämnden i Finland inrättad 1978 för att handlägga ärenden rörande klagomål mot näringsidkare. Nämnden ger rekommendationer rörande konsument och bostadsärenden. Nämnden består av konsumenter och näringsidkare.